# مولی (گیاه)

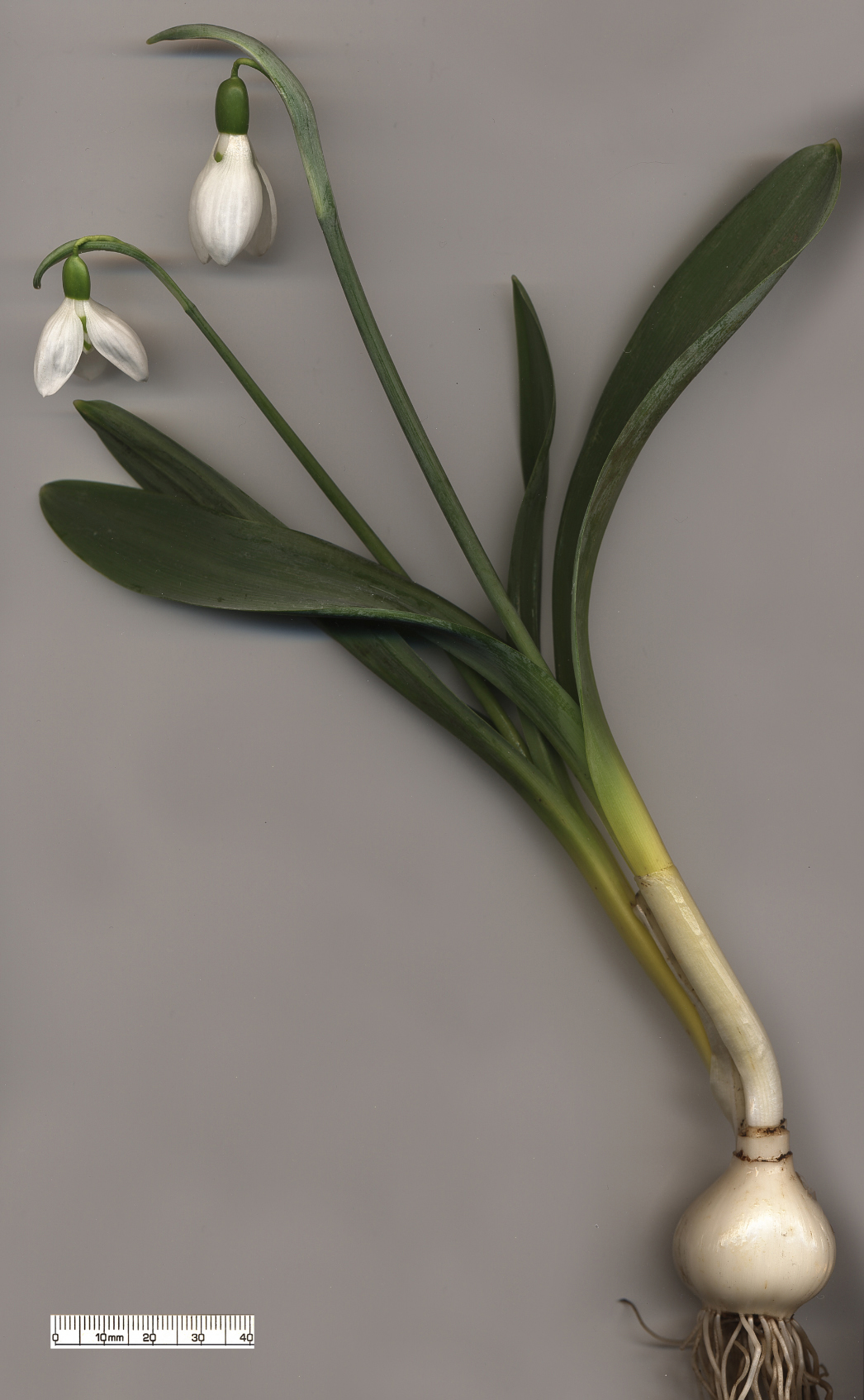
گل برفی, که زیست شناسان در سال ۱۹۸۳ آن را به عنوان مولی دنیای واقعی پیشنهاد کردند.

مولی (به یونانی: μῶλυ، [mɔːly]) یک گیاه جادویی است که در کتاب دهم ادیسه هومر ذکر شده است.